# 東宝ビルト

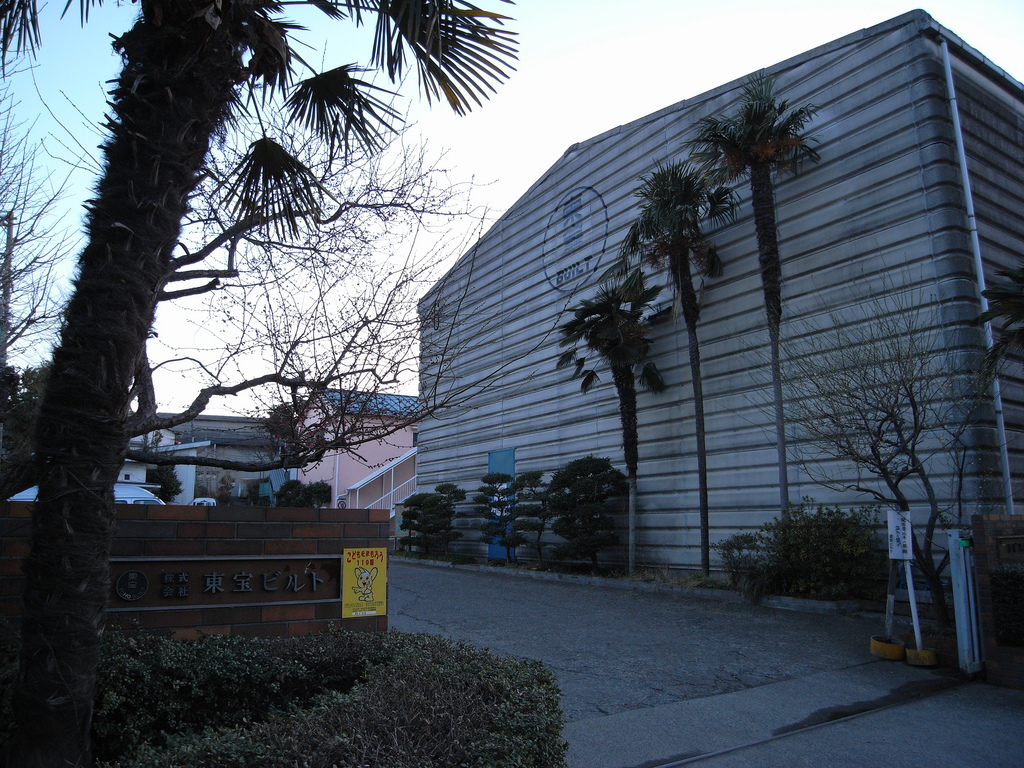
東宝ビルト

株式会社東宝ビルト（とうほうビルト）は、かつて東京都世田谷区大蔵5丁目20‐32に存在したテレビと映画の撮影スタジオ。東宝の連結子会社。

## 概要
閉鎖時においても約6000坪の敷地面積に6つのステージと各施設をもっており、最も多い時期にはスタジオ8つとオープンセット1つが存在していた。
元々は『赤ひげ』や『七人の侍』などの撮影で使用されたオープンセットを美術倉庫として使用したのが始まりとされており、設立前から学園ものなどの撮影に使用されていた。
『ウルトラシリーズ』の撮影場所として長年使用されたことから「特撮の聖地」とも言われている。

## 歴史
1962年10月、東京美術センターを設立。撮影スタジオと共に大道具製作セクションとして稼動。
1973年11月、名称を東宝ビルトに変更。撮影スタジオとしての機能も大幅に強化された。
1981年1月、周辺民家からの飛び火で火災が発生。強風だったこともあり、時代劇用のオープンセット1500平方メートルに加えて木造平屋建てスタジオ1棟、木造2階建て作業所3棟の延べ560平方メートル、マイクロバス2台を全焼したうえ、隣接する東名高速道路も上下線とも通行止めとなった。
1996年、円谷プロダクションの出資により、No.5ステージのホリゾントを高く改造している。『ウルトラシリーズ』のほかにテレビドラマ、映画、CMの撮影にフル活用されてきた。
1990年代、施設と設備の老朽化や周辺地域が宅地化されたことにより、以前は生じなかったセット設営時の騒音問題や周囲の道路がすべて細く、自動車の往来などの交通の不便さなどが指摘されていた。
2005年、解体の計画があったにもかかわらず、事務所外壁の塗り替えが行われた。壁がピンク、屋根は青だった。
2007年10月2日、施設の老朽化と東宝スタジオへの機能集約に伴い、翌年2月に閉鎖することを発表。
2008年5月23日、『行け!行け!ゴッドマン&グリーンマン』DVD-BOXの特典Diskの新作『行け!ゴッドマン』が最後の撮影となった。10月24日、株式会社東宝ビルトが解散。

## 閉鎖後
すべての建物が解体された跡地は集合住宅として再開発されて、大和リビングの集合住宅「コモレビ大蔵」が建てられている。